# Gébicsfélék

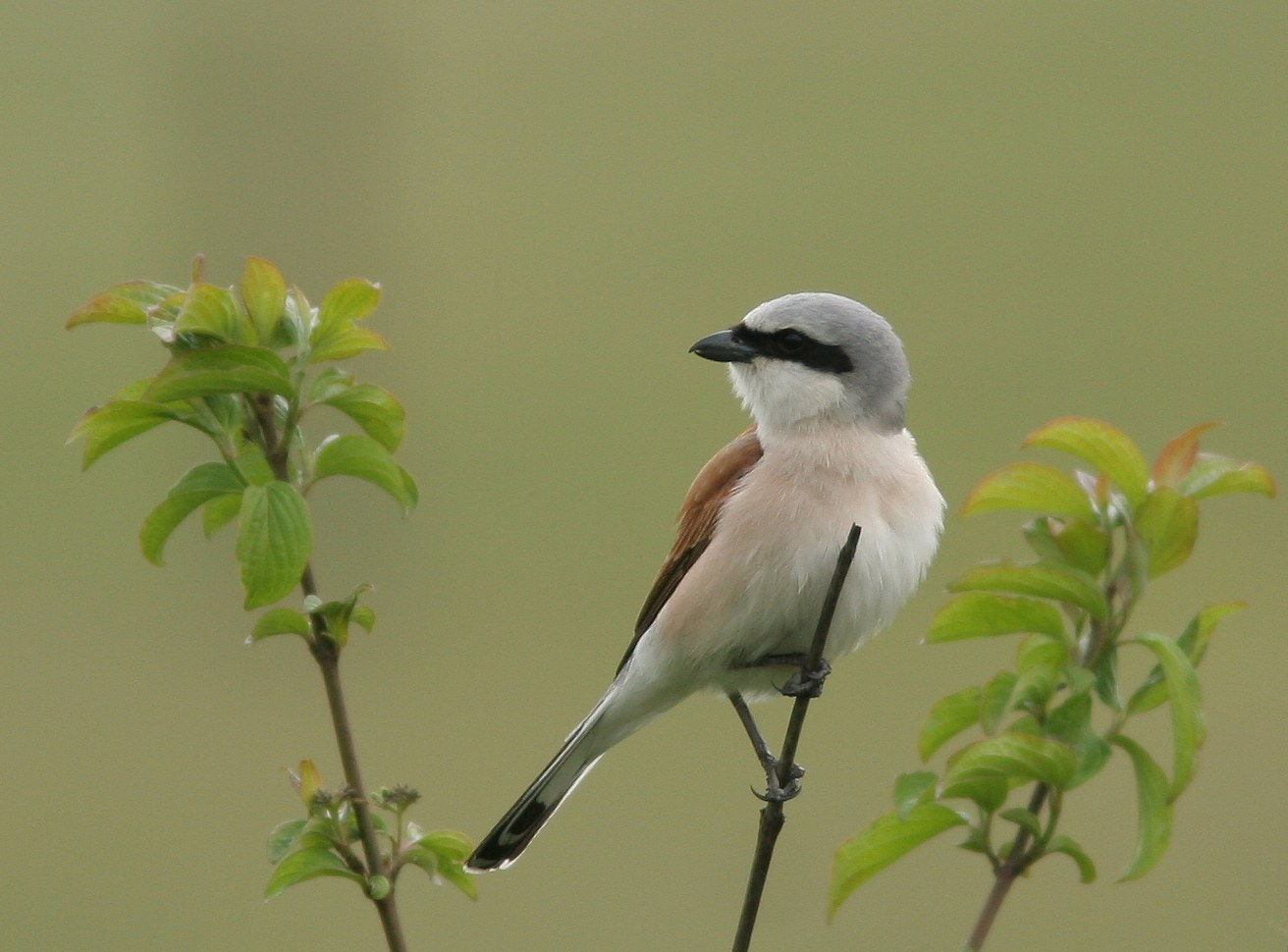
Tövisszúró gébics (Lanius collurio)

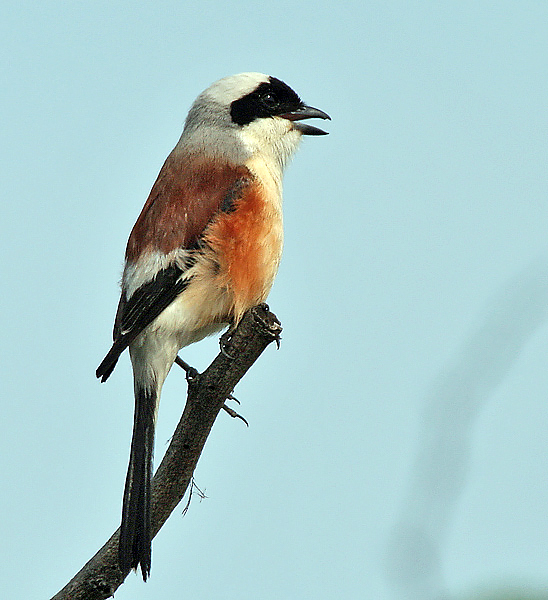
Vörösvállú gébics (Lanius vittatus)

A gébicsfélék (Laniidae) a madarak osztályának verébalakúak (Passeriformes) rendjébe tartozó család.

## Előfordulásuk
Rendszerint bokrokkal, fákkal tagolt nyílt területek lakói.

## Életmódjuk
Kisebb állatokkal és rovarokkal táplálkoznak. Közös jellemzőjük, a hosszú, lépcsőzetesen keskenyedő farok, csőrük a vágómadarakéhoz hasonlóan kampós, a felső csőrkáván kétoldalt megfigyelhető a csőrfognak nevezett kiemelkedés található.

## Rendszerezés
A családba az alábbi 4 nem és 32 faj tartozik
- Corvinella  (Lesson, 1830) – 1 faj
  - sárgacsőrű gébics (Corvinella corvina)

- Eurocephalus  (Smith, 1836) – 2 faj
  - kenyai deresgébics (Eurocephalus rueppellii)
  - zambiai deresgébics (Eurocephalus anguitimens)

- Lanius  (Linnaeus, 1758) – 32 faj
  - antinori gébics (Lanius somalicus)
  - álarcos gébics (Lanius nubicus)
  - barna gébics (Lanius cristatus)
  - bivalyfejű gébics (Lanius bucephalus)
  - burmai gébics (Lanius collurioides)
  - Fülöp-szigeteki gébics (Lanius validirostris)
  - hosszúfarkú gébics (Lanius schach)
  - indiángébics (Lanius ludovicianus)
  - kis őrgébics (Lanius minor)
  - Lanius borealis
  - Lanius elegans
  - Lanius giganteus
  - Lanius marwitzi
  - vörösfarkú gébics (Lanius phoenicuroides vagy Lanius isabellinus phoenicuroides)
  - Lanius tephronotus
  - Lanius uncinatus
  - MacKinnon-gébics (Lanius mackinnoni)
  - mediterrán őrgébics (Lanius meridionalis)
  - nagy őrgébics (Lanius excubitor)
  - nyílfarkú gébics (Lanius sphenocercus)
  - örvös gébics (Lanius collaris)
  - pusztai gébics más néven Izabella gébics  (Lanius isabellinus)
  - rozsdásmellényű gébics (Lanius souzae)
  - São Tomé-i gébics (Lanius newtoni)
  - szürkehátú gébics (Lanius cabanisi)
  - szürkekabátos gébics (Lanius excubitoroides)
  - Taita-gébics (Lanius dorsalis)
  - tigrisgébics (Lanius tigrinus)
  - tövisszúró gébics (Lanius collurio)
  - vörösarcú gébics (Lanius gubernator)
  - vörösfejű gébics (Lanius senator)
  - vörösvállú gébics (Lanius vittatus)

- Platylophus  (Swainson, 1832) –  1 faj		
  - örvös szajkó (Platylophus galericulatus)

- Urolestes  – 1 faj
  - szarkagébics (Urolestes melanoleucus vagy Corvinella melanoleuca)

## Megjelenésük a populáris kultúrában
- A Gébics eszpresszó (eszperósz stb.) nevet viseli a Napirajz magyar webképregény-sorozat „univerzumának” talán egyetlen, de mindenképp legfontosabb vendéglátóipari egysége, számtalan epizód legfontosabb vagy egyedüli helyszíne. A névválasztás oka nem tisztázott, de összefügghet azzal, hogy a létesítmény látogatói gyakran (a gébicsekéhez hasonlóan) elég „horgas csőrrel” csípnek bele a napihírekből hozzájuk leszivárgó ismeretanyagokba.

## Képek

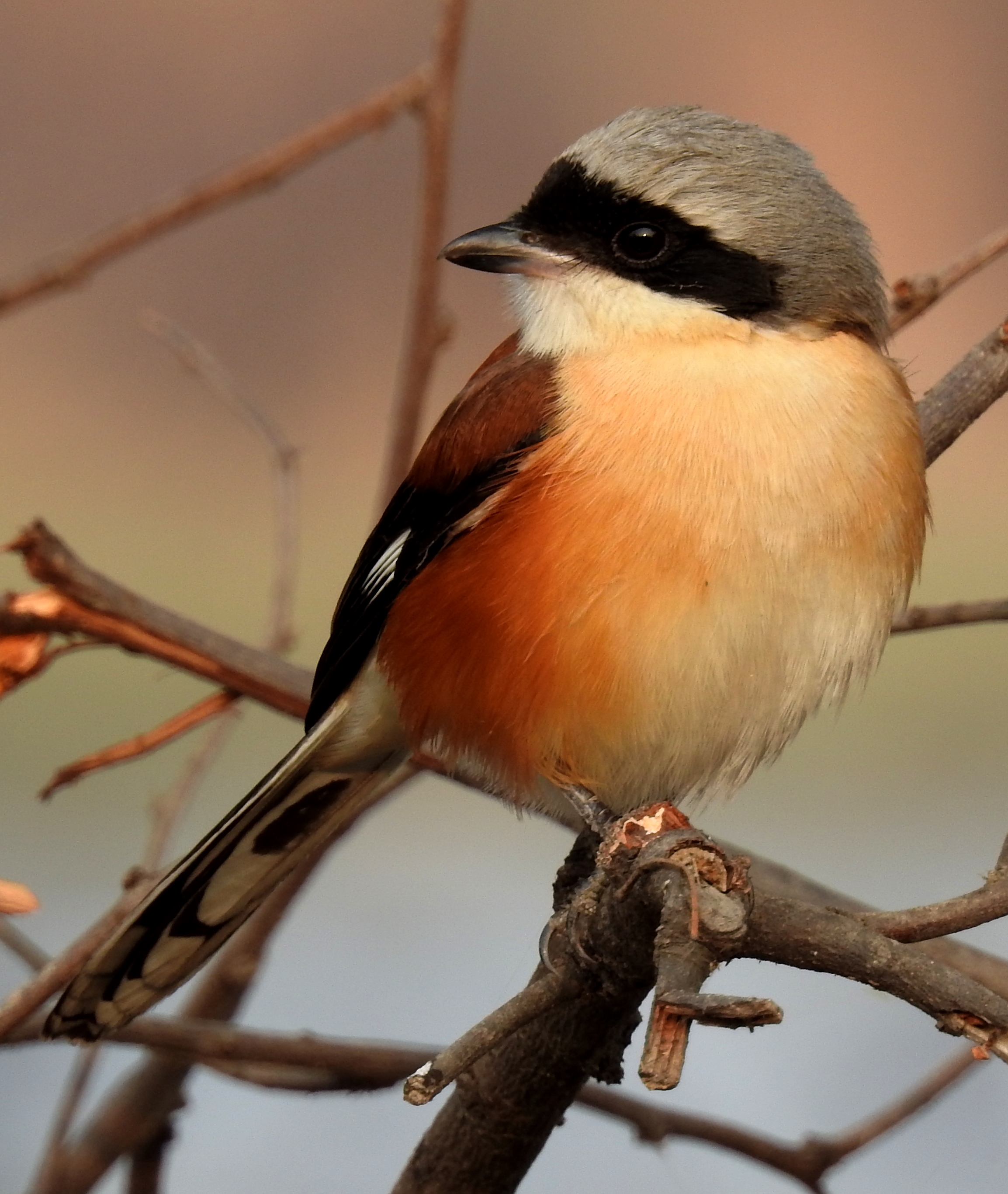
Vörösvállú gébics (Lanius vittatus)
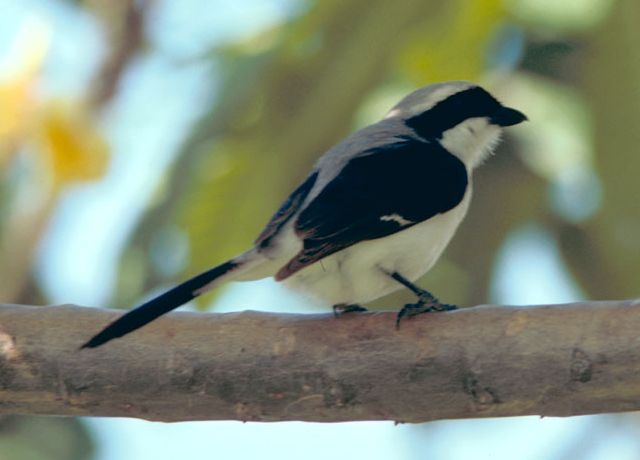
Szürkekabátos gébics (Lanius excubitoroides)
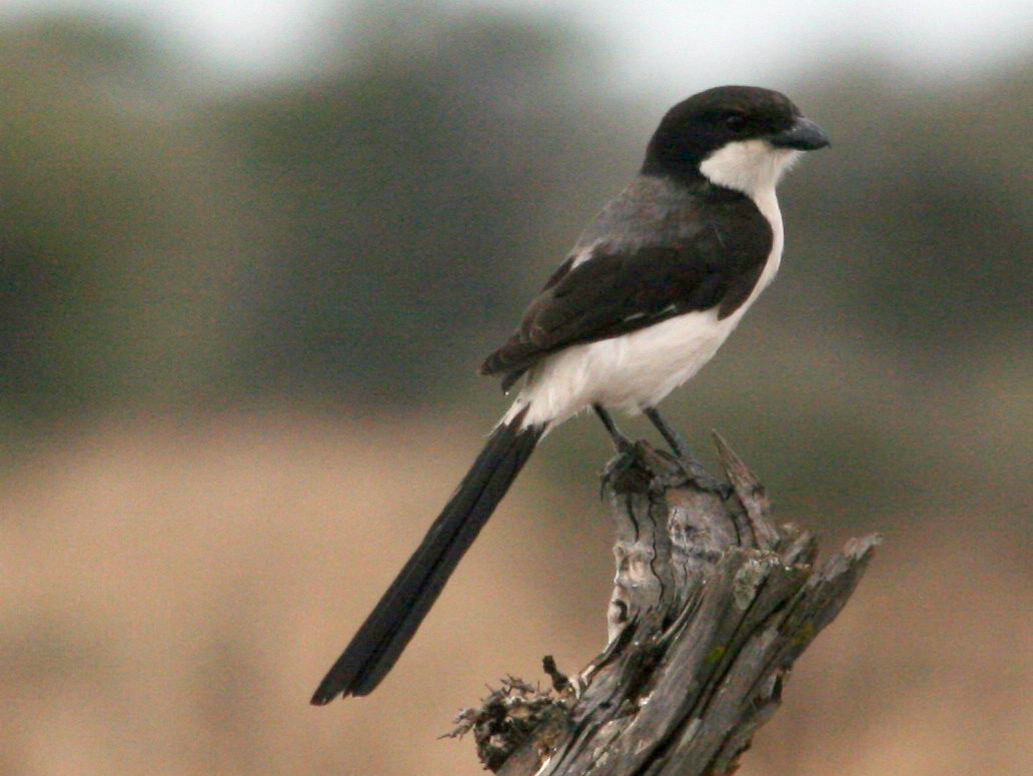
Szürkehátú gébics (Lanius cabanisi)
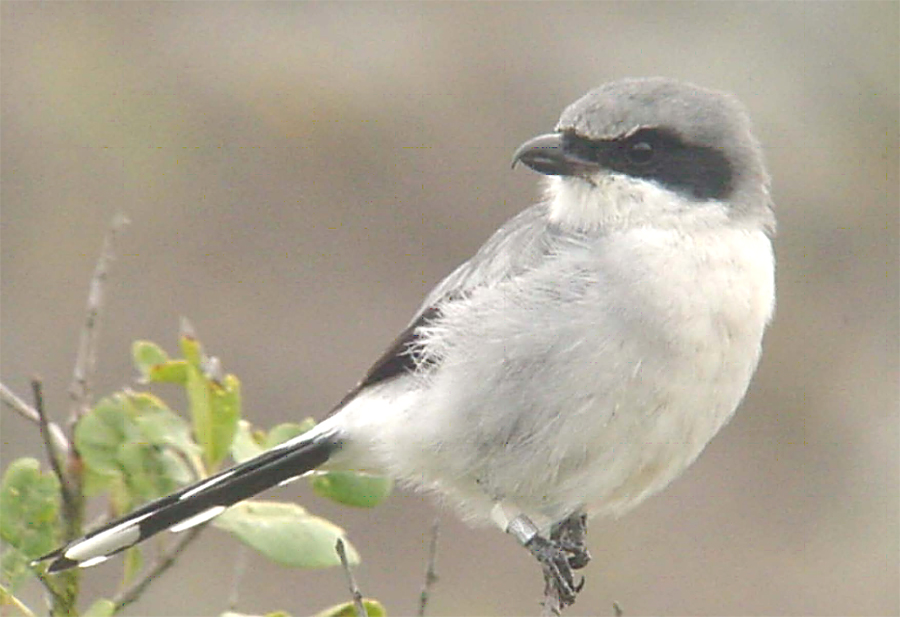
Indiángébics (Lanius ludovicianus)